# 陳小堅
陳小堅，女，中國共產黨員、中華人民共和國政治人物，曾任職於中國公安系統 。

## 生平
陳氏曾長期任職于广东省公安厅，先後擔任广东省公安厅治安处办事员、云浮市人民政府副市长、云浮市公安局局长、佛山市人民政府副市长、佛山市公安局局長、中共佛山市委常委兼市政法委書記等。